# Nowszy model
Nowszy model (ang. The Rebound) – film komediowy produkcji amerykańskiej z 2009 roku w reżyserii Barta Freundlicha.
W weekend otwierający emisję w Stanach Zjednoczonych wpływy ze sprzedaży biletów wyniosły 5 033 848 dolarów amerykańskich.

## Obsada
- Catherine Zeta-Jones - Sandy
- Justin Bartha - Aram Finklestein
- Joanna Gleason - Roberta
- Art Garfunkel - Harry
- Lynn Whitfield - Laura
- Lisa Gerber - Susie
- Samantha Ivers - Cinnamon
- Jake Cherry - Frank Junior
- Kate Jennings Grant - Daphne
- Stephanie Szostak - Alice Marnier
- Kelly Gould - Sadie
- Alice Playten - Sensei Dana

## Opis fabuły
Sandy odkrywa zdradę męża i wyprowadza się z dziećmi do Nowego Jorku, jako opiekuna do dzieci zatrudnia Arama.